# Kanton Attignat
Kanton Attignat (fr. Canton d'Attignat) je francouzský kanton v departementu Ain v regionu Rhône-Alpes. Skládá se z 19 obcí. Kanton vznikl v roce 2015.

## Obce kantonu
- Attignat
- Béréziat
- Buellas
- Confrançon
- Cras-sur-Reyssouze
- Curtafond
- Étrez
- Foissiat
- Jayat
- Malafretaz
- Marsonnas
- Montcet
- Montracol
- Montrevel-en-Bresse
- Polliat
- Saint-Didier-d'Aussiat
- Saint-Martin-le-Châtel
- Saint-Sulpice
- Vandeins